# Barscalco
Con il termine barscalco (dal tedesco: Barschalk, ma anche Parscalk) ci si riferisce a una persona che, durante il periodo carolingio e nei secoli X e XI, nelle aree della Germania settentrionale, godeva di un regime di parziale libertà o semilibertà.
Sebbene personalmente libero (sia  legalmente sia da un punto di vista di possibilità di avere un proprio patrimonio) un barscalco era soggetto obblighi di servizio e al pagamento di interessi, era legato alla gleba e non godeva di alcun diritto politico; da un punto di vista sociale, un barscalco era dunque una via di mezzo tra un uomo libero e un uomo non libero.
La qualifica di barscalco veniva utilizzata in Alta Baviera, in Bassa Baviera, in Oberpfalz e nelle aree adiacenti dell'Austria. I barscalchi assunsero una posizione simile a quella dei coloni o dei costruttori edili romani. 
Il nome deriva probabilmente dal antico altotedesco scalch (= servo, schiavo)  e di Bar (= libero, semplice) . Tale denominazione ha influenzato alcuni toponimi, come il quartiere Parschallen di Nußdorf am Attersee. Anche l'odierna circoscrizione monacense di Freimann prende il nome da questa tipologia di persone.